# Loliolus
Loliolus is een geslacht van pijlinktvissen uit de familie van Loliginidae.

## Soorten
- Ondergeslacht Loliolus (Loliolus) Steenstrup, 1856
  - Loliolus (Loliolus) affinis Steenstrup, 1856
  - Loliolus (Loliolus) hardwickei (Gray, 1849)
- Ondergeslacht Loliolus (Nipponololigo) Natsukari, 1983
  - Loliolus (Nipponololigo) beka (Sasaki, 1929)
  - Loliolus (Nipponololigo) japonica (Hoyle, 1885)
  - Loliolus (Nipponololigo) sumatrensis (d'Orbigny [in Férussac & d'Orbigny], 1835)
  - Loliolus (Nipponololigo) uyii (Wakiya & Ishikawa, 1921)

### Synoniemen
- Loliolus affinis Steenstrup, 1856 => Loliolus (Loliolus) affinis Steenstrup, 1856
- Loliolus beka (Sasaki, 1929) => Loliolus (Nipponololigo) beka (Sasaki, 1929)
- Loliolus hardwickei (Gray, 1849) => Loliolus (Loliolus) hardwickei (Gray, 1849)
- Loliolus japonica (Hoyle, 1885) => Loliolus (Nipponololigo) japonica (Hoyle, 1885)
- Loliolus sumatrensis (d'Orbigny [in Férussac & d'Orbigny], 1835) => Loliolus (Nipponololigo) sumatrensis (d'Orbigny [in Férussac & d'Orbigny], 1835)
- Loliolus uyii (Wakiya & Ishikawa, 1921) => Loliolus (Nipponololigo) uyii (Wakiya & Ishikawa, 1921)
- Loliolus buitendijki Grimpe, 1932 => Loliolus (Loliolus) hardwickei (Gray, 1849)
- Loliolus investigatoris Goodrich, 1896 => Loliolus (Loliolus) hardwickei (Gray, 1849)
- Loliolus noctiluca Lu, Roper & Tait, 1985 => Uroteuthis (Aestuariolus) noctiluca (Lu, Roper & Tait, 1985)
- Loliolus rhomboidalis Burgess, 1967 => Loliolus (Nipponololigo) sumatrensis (d'Orbigny [in Férussac & d'Orbigny], 1835)
- Loliolus typus Steenstrup, 1856 => Loliolus (Loliolus) hardwickei (Gray, 1849)